# Geta Burlacu
Geta Burlacu (født Georgeta Povorozniuc 22. juli 1974) er en moldavisk jazzsangerinde.
Geta Burlacu synger i Univox Vocal Band, Acid Grape og projekt Right Horns. I 2006 deltog hun i det moldaviske Melodi Grand Prix, men nåede ikke videre fra første runde. I 2008 deltog hun igen og vandt. Hun repræsenterede Moldova i Eurovision Song Contest 2008 med sangen "A Century of Love", men gik ikke videre til finalen.